# 斑點多紀魨
斑點多紀鲀，俗名斑點河魨、氣規、規仔，为輻鰭魚綱魨形目四齒鲀科的一種。

## 分布
本魚分布于西北太平洋區，包括日本、韓國、北韓、中國、台灣等海域。

## 深度
水深5至35公尺。

## 特徵
本魚體呈圓筒形，被覆由鱗片特化的細棘；口小。魚背部黃褐色，散布許多白色圓斑；有些身上會具數塊深色橫斑，腹部銀白色。尾鰭截形，背鰭軟條12至15枚；臀鰭軟條10至13枚，體長可達20公分。

## 生態
本魚大多棲息於礁沙混合區的大陸棚，偶爾也會進入河口活動，屬於廣鹽性魚類。游動緩慢，受驚嚇時會吸入大量空氣或水，將魚體鼓脹成圓球狀，以嚇退掠食者，屬肉食性，以小型底棲動物為食。繁殖期為春季，產粘著性卵。

## 經濟利用
非食用魚，皮膚、精巢、魚肉和內臟均有河豚毒素。